# Plaza Blacutt
 (septembre 2008).
Si vous disposez d'ouvrages ou d'articles de référence ou si vous connaissez des sites web de qualité traitant du thème abordé ici, merci de compléter l'article en donnant les références utiles à sa vérifiabilité et en les liant à la section « Notes et références ».
Plaza Blacutt est une place de la ville de Santa Cruz de la Sierra en Bolivie.
Elle est située dans un quartier aisé, où l'on trouve le bowling Planet, un supermarché Fidalga, les restaurants Burger King, Tomy et Piccolo ainsi que bien d'autres dans les rues adjacentes.